# Virgen de Fátima
La Virgen de Fátima, formalmente Nuestra Señora del Rosario de Fátima, es una advocación con que se venera en el catolicismo a la Virgen María. En la misma línea que otras apariciones marianas, tuvo su origen en los testimonios de tres niños pastores, llamados Lucía dos Santos, Jacinta y Francisco Marto, quienes afirmaron haber presenciado varias apariciones marianas en la Cova da Iria, Fátima, en Portugal, entre el 13 de mayo y el 13 de octubre de 1917. A partir de entonces, esta advocación mariana extendió su fama más allá de sus límites locales llegando a todo el mundo.
Se atribuyeron a los mensajes de la aparición componentes proféticos y escatológicos, en particular con respecto a una posible nueva guerra mundial —sus seguidores han interpretado que el inicio de la Segunda Guerra Mundial fue su confirmación—, a la conversión de la Rusia soviética, y al intento de asesinato de Juan Pablo II.
Su principal lugar de culto es el Santuario de Nuestra Señora del Rosario de Fátima, ubicado en la ciudad del mismo nombre en el municipio de Ourém. Considerado uno de los centros de peregrinación católica más importantes del mundo, el santuario de Fátima, edificado en el lugar de las apariciones, recibió 7,3 millones de peregrinos en el año 2011.

## Historia

### Primer período: apariciones del ángel (1916)

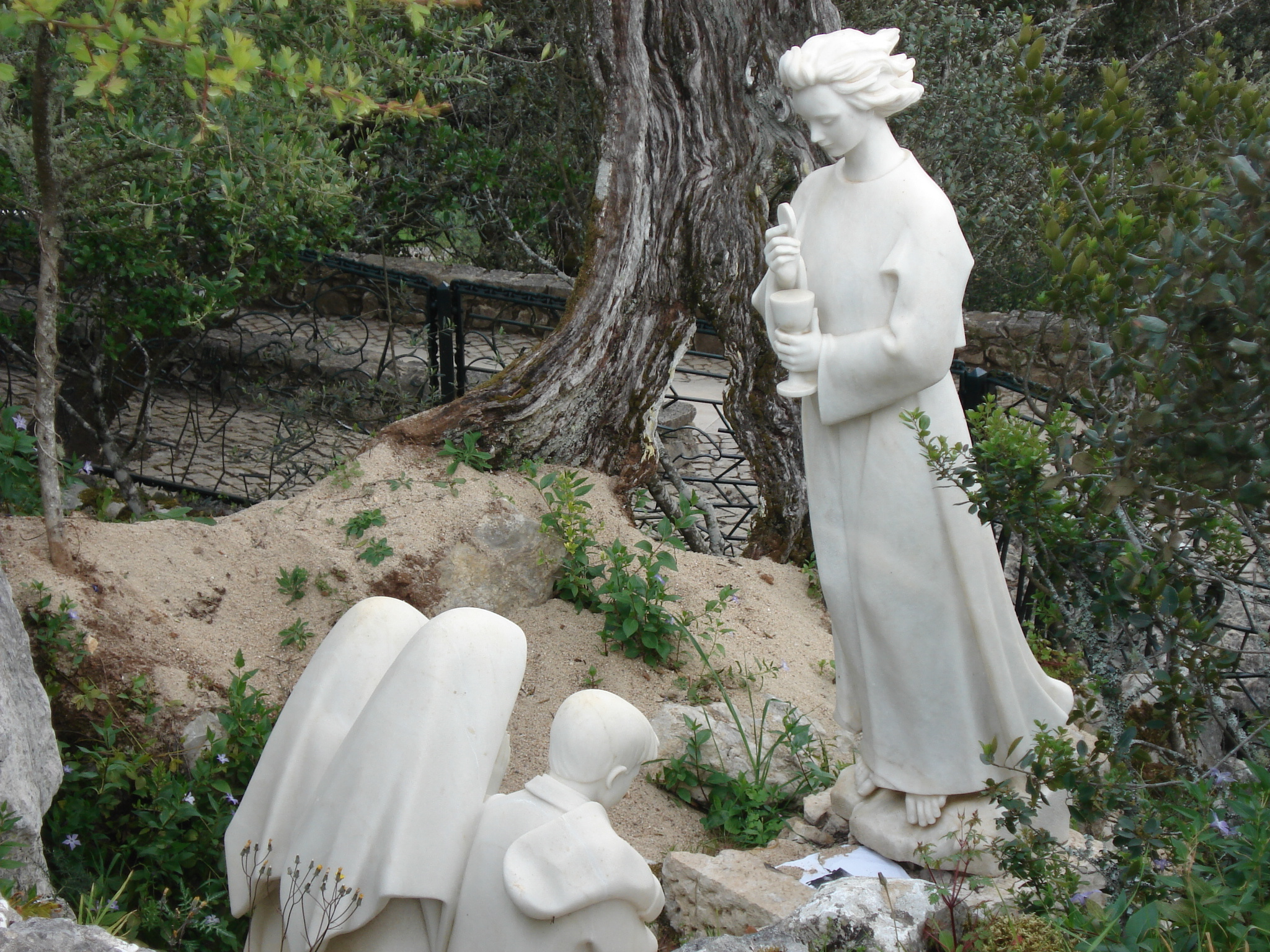
En Valinhos, el monumento de una aparición del Ángel de Portugal o (Ángel de la Paz) a los tres pastorcitos.

Según el testimonio de sus protagonistas, en el año 1916, tres niños pastores, Lucía dos Santos, de diez años, y sus primos, Jacinta y Francisco Marto, de seis y nueve años respectivamente habían experimentado, en tres ocasiones distintas durante la primavera y el verano de 1916 una presencia angélical mientras pastoreaban sus ovejas, dos veces en la cueva Loca do Cabeço, en Valinhos, y otra en el Pozo del Arneiro, en casa de Lucía, en Aljustrel. Este Ángel de Portugal, o Ángel de la Paz, tal como ellos lo llamaron, les había enseñado a rezar para pedir por la conversión de los pecadores, les había aconsejado cómo practicar el sacrificio cotidiano y la adoración a Dios a través de la eucaristía. En su narración, los niños lo consideraron como una preparación para las visitas de la Virgen María que iban a tener lugar posteriormente, entre el 13 de mayo y el 13 de octubre de 1917.

### Segundo período: apariciones de la Virgen María (1917)

#### De mayo a septiembre

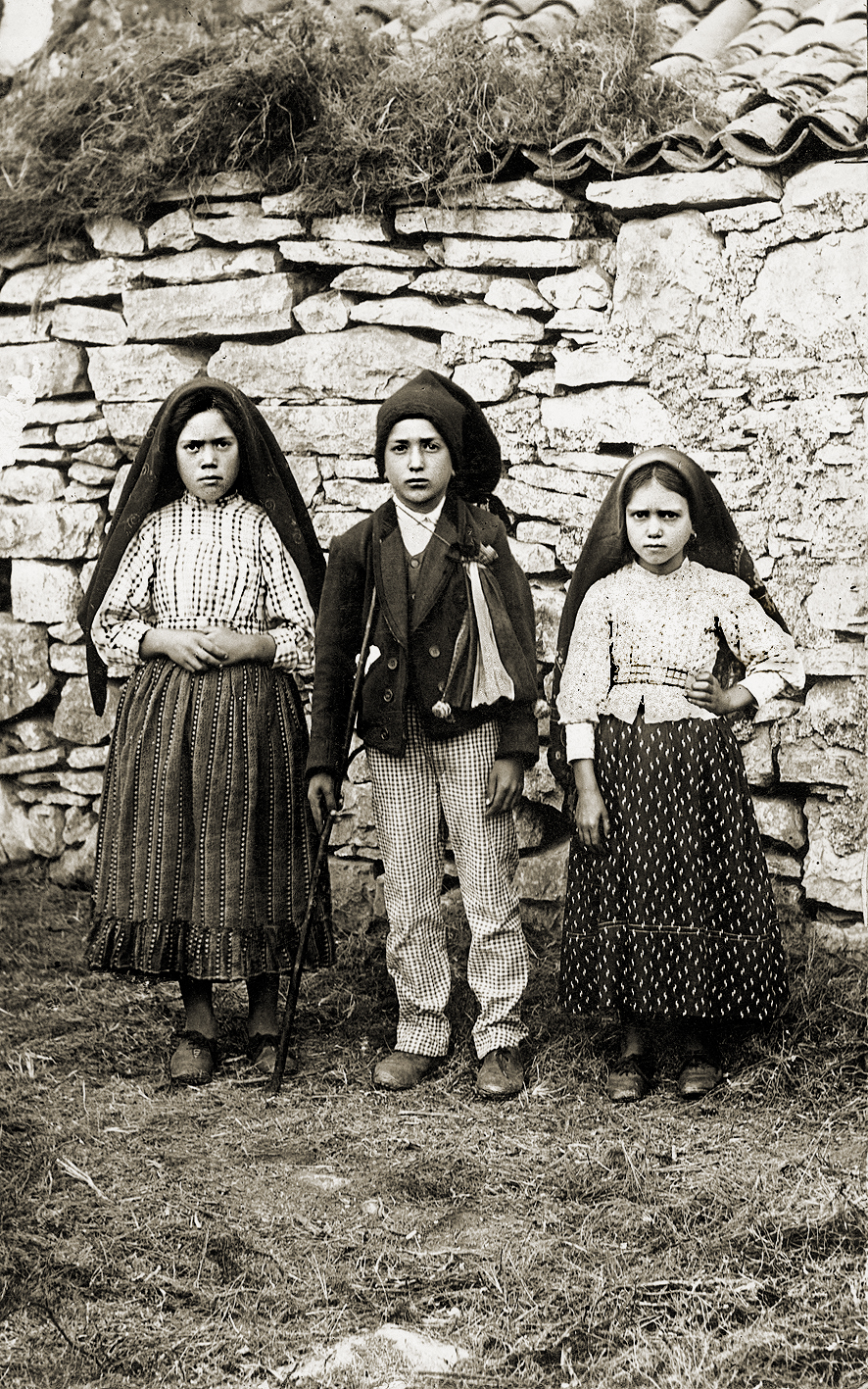
Los tres pastorcitos de Fátima: Lucía dos Santos (izquierda de la fotografía), y sus primos, Francisco Marto (centro) y Jacinta Marto (derecha)

El domingo 13 de mayo de 1917, los tres niños fueron a pastorear sus ovejas como de costumbre, a un lugar conocido como Cova da Iria, cerca de su pueblo natal de Fátima en Portugal. Lucía describió haber visto, sobre una encina, a una mujer «más brillante que el sol», vestida de blanco, con un manto con bordes dorados y con un rosario en las manos, que les pidió que retornaran el mismo día y a la misma hora durante seis meses consecutivos, encomendándoles el rezo del rosario. Francisco declaró no escuchar ni hablar con la Señora, sino solo verla. Asombrados, corrieron de regreso a su pueblo y lo anunciaron a todos, encontrándose con la previsible incredulidad de sus vecinos —incluyendo los padres de Lucía—. En cambio, los padres de Jacinta y Francisco les creyeron.

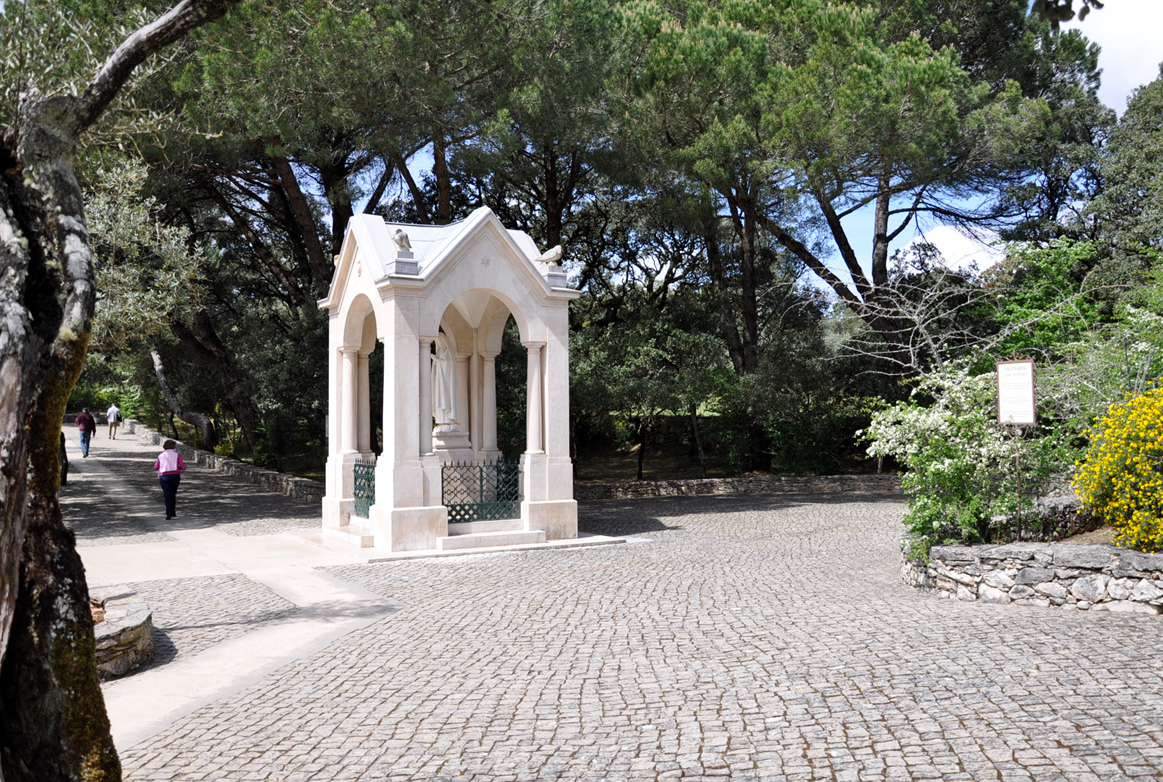
Valinhos, donde la Virgen de Fátima también apareció a los pastorcitos.

Los niños anunciaron más apariciones, el día trece de los meses de junio y julio. Tras la segunda aparición, en junio, declararon que se les había anunciado la muerte de Jacinta y Francisco. A causa de la mortífera epidemia de gripe conocida como «gripe española» que asoló Europa y América, Francisco y Jacinta Marto cayeron enfermos en diciembre de 1918. Francisco no se recuperó y murió el 4 de abril de 1919. Jacinta mejoró algo su salud, pero al poco tiempo sufrió una pleuritis purulenta y fue internada en el hospital de Vila Nova de Ourém en el verano de 1919. Trasladada a Lisboa, murió el 20 de febrero de 1920.

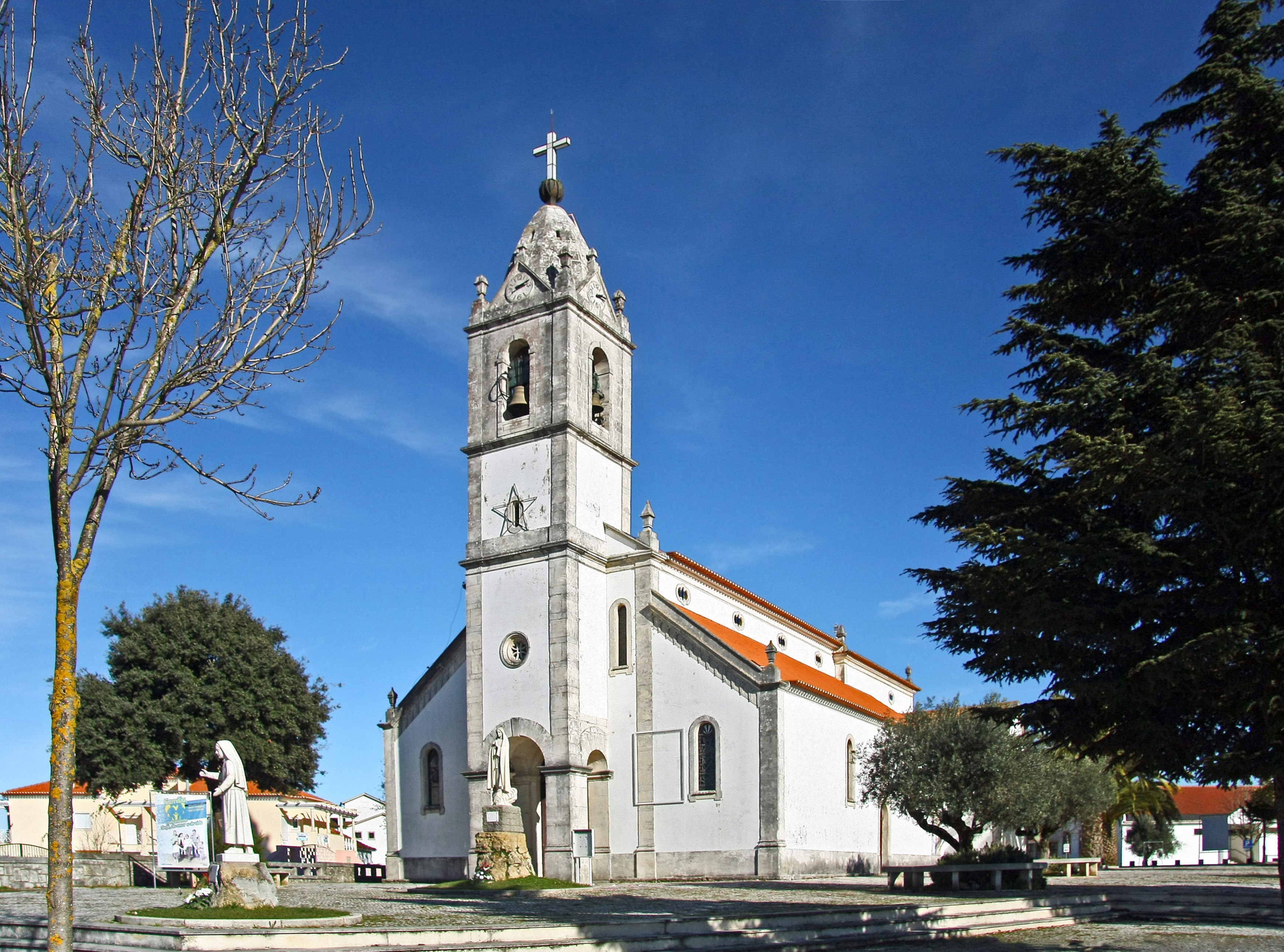
Iglesia Parroquial de Fátima.

En los mensajes que los niños transmitían, la Virgen exhortaba al arrepentimiento, a la conversión y a la práctica de la oración y la penitencia como camino de reparación por los pecados de la Humanidad. Paulatinamente, los niños experimentaron una transformación profunda, basada en la práctica de la oración y de ejercicios de piedad. Como forma de disciplinarse, los niños comenzaron a llevar cordones apretados alrededor de la cintura y a realizar distintas obras de penitencia o mortificación.
Algunos de los mensajes transmitidos por los niños presagiaban guerras y calamidades en el mundo. Según el relato de Lucía, el 13 de julio de 1917, les fue confiado a los niños el llamado «secreto de Fátima», dado a conocer por la Santa Sede durante el pontificado de Juan Pablo II. Después del relato de la tercera aparición, que incluyó la revelación del «secreto de Fátima», los niños fueron secuestrados por mandato del alcalde de Vila Nova de Ourém y sometidos a castigos físicos con el objetivo de que revelaran el contenido de ese mensaje.
En posteriores retornos, los niños fueron seguidos por miles de personas que se concentraban en el lugar. Entre las recomendaciones, según los testimonios de los niños, la Virgen hizo hincapié en la importancia del rezo del Santo Rosario para la conversión de los pecadores y del mundo entero. La Virgen María también habría pedido la construcción de una capilla en el lugar, capilla que fue el germen del actual santuario de Fátima.

#### 13 de octubre de 1917
Según los escritos de Lucía, la última aparición de la Virgen a los tres pastorcitos tuvo lugar el 13 de octubre de 1917, día en que se produjo el llamado «Milagro del sol», presenciado por 70 000 personas, entre ellos algunos periodistas y personalidades públicas de la época. El periodista Avelino de Almeida, del diario O Século, escribió en este periódico el acontecimiento.
Quince días después, el periodista Avelino de Almeida ratificó su testimonio en la revista Ilustração Portuguesa y dijo: "yo lo he visto... yo lo he visto".

### Tercer período: cronología posterior
Los hechos que tuvieron lugar en Fátima luego de 1917 pueden resumirse en la cronología siguiente:
- 28 de abril de 1919, se inicia la construcción de la Capilla de las apariciones.
- 13 de octubre de 1921, se permite por primera vez celebrar la Santa Misa.
- 13 de octubre de 1930, el obispo de Leiría declara dignas de fe las apariciones y autoriza el culto de Nuestra Señora de Fátima.
- 13 de mayo de 1931, primera consagración de Portugal al Inmaculado Corazón de María, hecha por el Episcopado portugués, siguiendo el mensaje de Fátima.

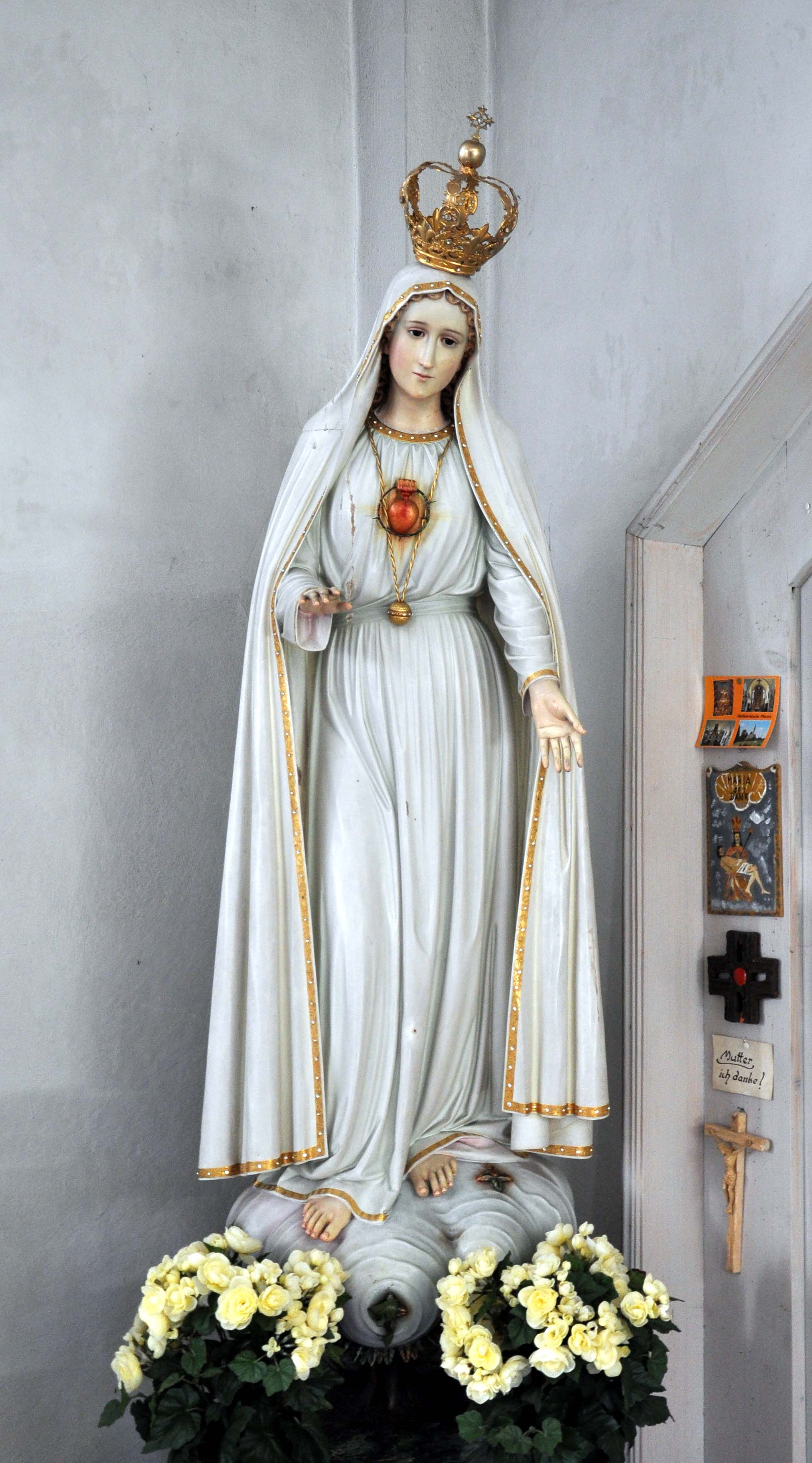
El 31 de octubre de 1942 el papa Pío XII consagra el mundo al Inmaculado Corazón de María.

- 31 de octubre de 1942, el papa Pío XII, hablando en portugués por la radio, consagra el mundo al Inmaculado Corazón de María, haciendo mención velada de Rusia, según pedido por Nuestra Señora.

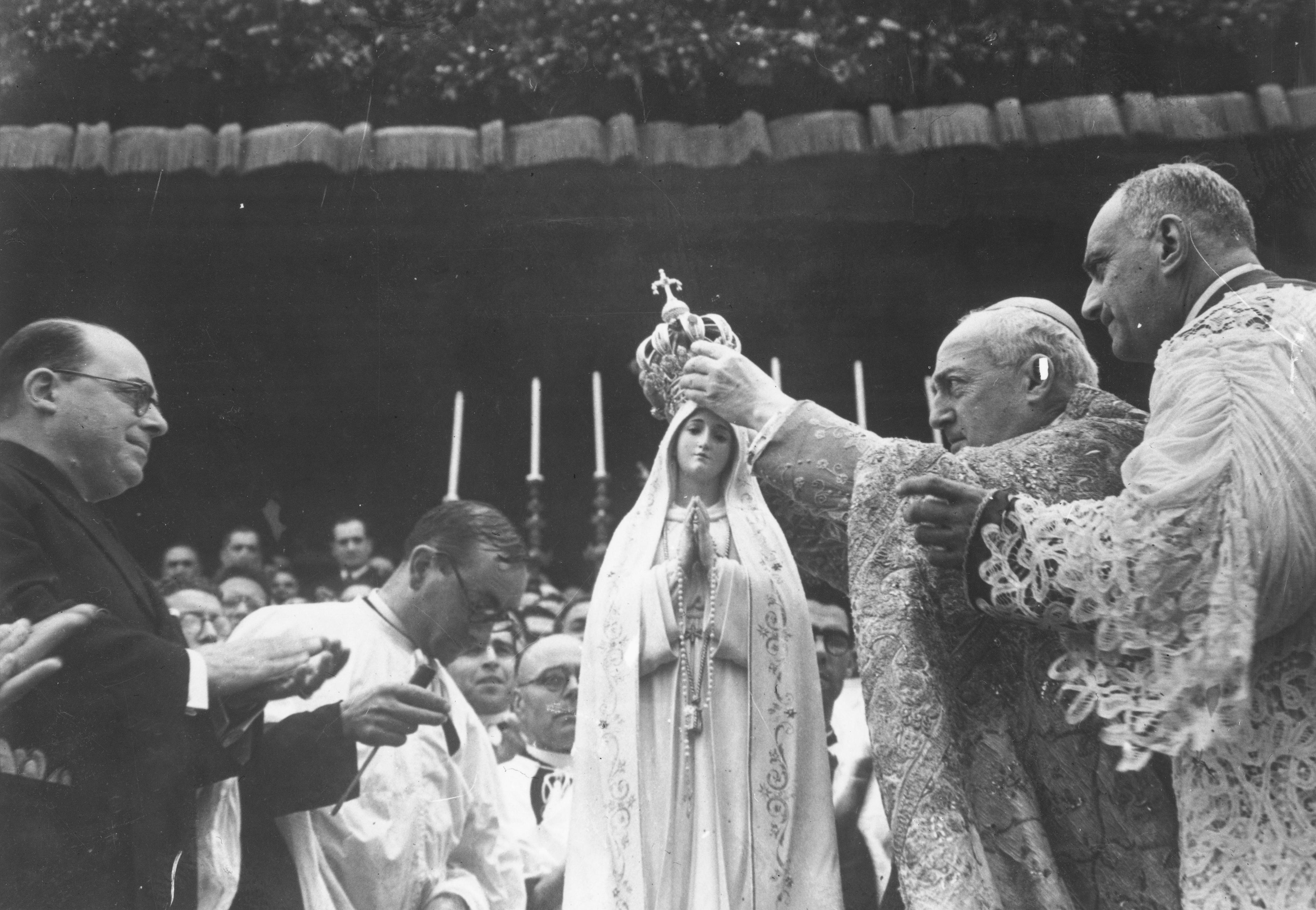
Coronación canónica de la imagen de la Virgen de Fátima, el 13 de mayo de 1946.

- 13 de mayo de 1946, la imagen original de la Virgen de Fátima, ubicada en la Capilla de las Apariciones, es coronada por el cardenal Masella, legado pontificio de Pío XII. La corona fue ofrecida por las mujeres portuguesas en agradecimiento por haber librado a Portugal de la Segunda Guerra Mundial y tiene incrustada una de las balas que alcanzaron a Juan Pablo II en el atentado de 1981.
- 13 de mayo de 1967, el papa Pablo VI viaja a Fátima en el 50.° aniversairo de la primera aparición para pedir la paz del mundo y la unidad de la Iglesia.
- 12 y 13 de mayo de 1982, Juan Pablo II viaja a Fátima como peregrino para agradecer el haber sobrevivido al atentado sufrido exactamente un año antes en la plaza de San Pedro y consagra la Iglesia, los hombres y los pueblos al Inmaculado Corazón de María, haciendo veladamente mención de Rusia.
- 25 de marzo de 1984, el papa Juan Pablo II consagra, una vez más, el mundo al Inmaculado Corazón de María, en unión con todos los obispos del mundo que previamente habían sido notificados para que se uniesen con Su Santidad en esta consagración, en la plaza de San Pedro, delante de la Imagen de la Virgen. Más tarde Lucía asegura que esta consagración satisface la petición hecha por la Virgen.
- Los días 12 y 13 de mayo de 1991, el papa Juan Pablo II vuelve a Fátima por segunda vez como peregrino, en el décimo aniversario de su atentado.
- El 13 de mayo de 2000, Juan Pablo II, en su tercera visita a Fátima y ante una multitud de peregrinos, beatifica a Francisco y a Jacinta y revela la tercera parte del secreto de Fátima. El papa insiste en la importancia de los mensajes y en la santidad de los niños. Los presenta como ejemplo de oración, amor y penitencia.
- Los días 12 y 13 de mayo de 2017, el papa Francisco visitó Fátima para celebrar el 100.° aniversario de la primera aparición y para pedir por la paz del mundo. En esa visita fueron canonizados dos de los videntes, Francisco y Jacinta Marto.

## Análisis crítico del «Milagro del Sol»

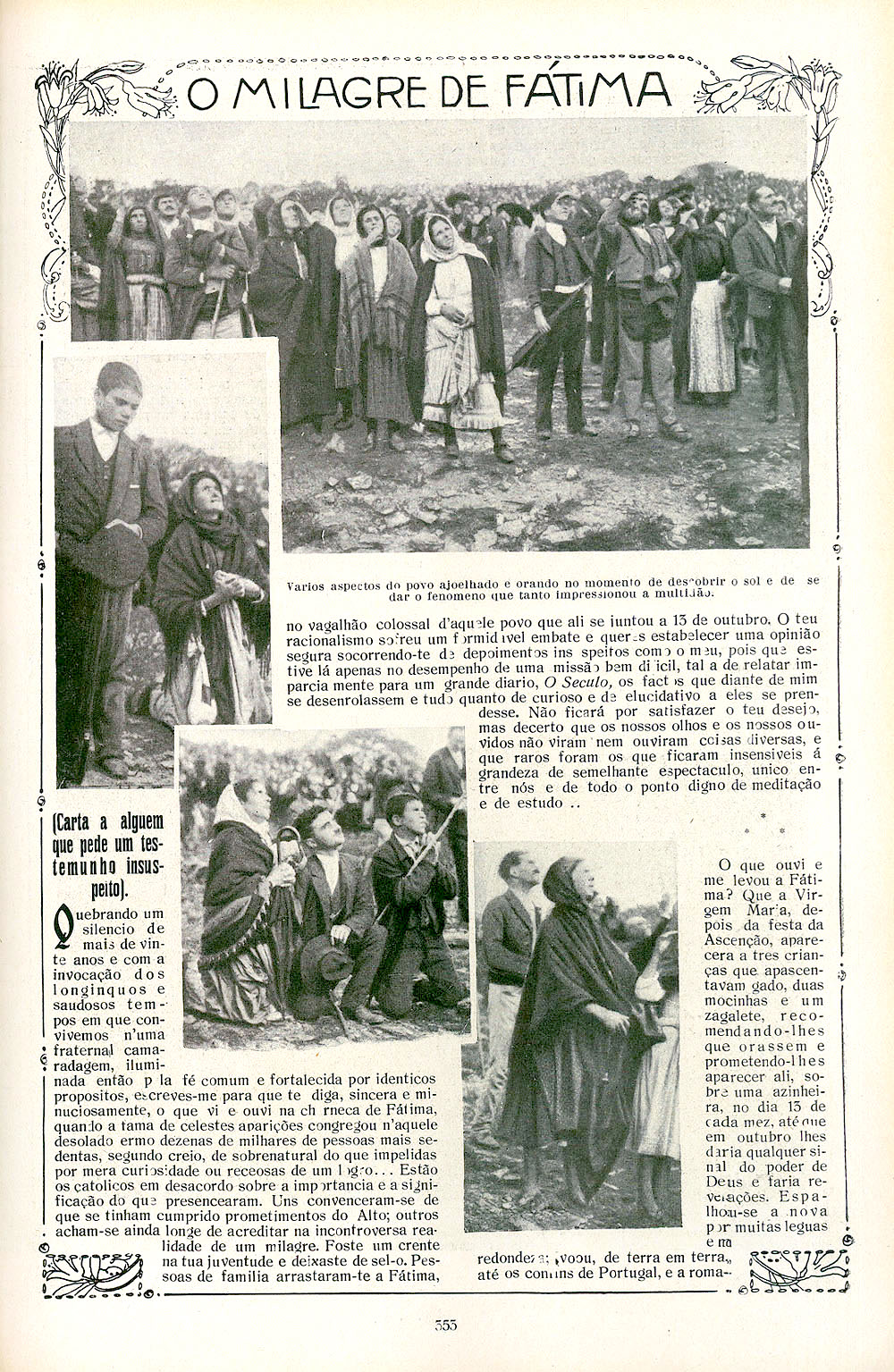
Copia fotostática de la página 353 del semanario Ilustração Portugueza n.º 610, del 29 de octubre de 1917, que presenta un artículo titulado: Carta a alguien que pide un testimonio fuera de sospecha (Carta a alguém que pede um testemunho insuspeito), ilustrado por fotografías de la multitud contemplando el llamado «Milagro del Sol», el día 13 de octubre de ese año.

Avelino de Almeida, periodista portugués ateo, uno de los más importantes de su tiempo, que escribía para O Século relató el suceso así:

La hora antigua es la que vale para esta muchedumbre, que era, según cálculos desapasionados de personas cultas y completamente extrañas a influencias místicas, de treinta a cuarenta mil personas... La manifestación milagrosa, la señal visible está a punto de producirse, afirman muchos peregrinos... Y uno asiste a un espectáculo único e increíble para aquellos que no lo han presenciado. Desde lo alto de la carretera, donde se amontonan los carros y donde se hallan centenares de personas que no han tenido aliento para adentrarse en el barro, se ve a la inmensa multitud volverse hacia el sol, que está limpio de nubes, en pleno mediodía. El astro se asemeja a un disco de plata pálida y se le puede contemplar cara a cara sin ninguna molestia. Parece un eclipse. Pero he ahí que se eleva un colosal clamor y oímos que los espectadores más próximos a nosotros exclaman: "¡Milagro! ¡Milagro! ¡Maravilla!"

Ante admirados ojos de este pueblo, cuya actitud nos traslada a los tiempos bíblicos y que, presa de espanto, descubierta la cabeza, mira hacia el cielo azul, el sol ha temblado, ha realizado unos movimientos bruscos nunca vistos, fuera de todas las leyes cósmicas; el sol "ha danzado", según la expresión típica de los campesinos... Subido sobre el estribo del coche de Torres Novas, un anciano cuya estatura y fisonomía suave, y a la vez enérgica, recuerdas las de Paul Déroulède, reza, vuelto hacia el sol y con grandes voces, el credo, desde el principio hasta el fin.

Inmediatamente las gentes se preguntan unos a otros si han visto alguna cosa y qué es lo que han visto. La mayor parte confiesan que lo que han visto es el movimiento o la danza del sol; otros afirman haber visto el rostro sonriente de la Virgen, o juran que el sol ha dado una vuelta sobre sí mismo, como si fuese una rueda de fuegos artificio que ha descendido hasta quemar la tierra con sus rayos... Alguien dice, en fin, que ha visto cómo cambiaba sucesivamente de color...
Avelino de Almeida

Sobre el «Milagro del Sol» de Fátima, el investigador Joe Nickell señala: "No es de extrañar, los milagros del sol han sido descritos en otras apariciones marianas - en Lubbock, Texas, en 1989; la hermana Cabrini Shrine cerca de Denver, Colorado, en 1992; Conyers, Georgia, en la primera mitad de la década de 1990". Nickell también sugiere que los efectos de "baile del sol" descritos por los testigos de Fátima pueden deberse a efectos ópticos resultantes de la distorsión temporal de la retina causada por mirar fijamente una luz tan intensa.
El profesor Auguste Meessen del Instituto de Física de la Universidad Católica de Lovaina ha declarado que los "milagros del sol" no puede ser tomados en serio y que las observaciones descritas fueron efectos ópticos causados tras mirar fijamente al sol demasiado tiempo. Meessen sostiene que las imágenes que se generan en la retina tras mirar al sol por breves períodos de tiempo son la causa más probable de los efectos observados. También afirma Meessen que los cambios de color reportados por los testigos fueron causados muy probablemente por la saturación de las células fotosensibles de la retina. Meessen indica que los "milagros del sol" han sido descritos en muchos lugares donde peregrinos religiosos habían sido alentados a mirar fijamente al sol. A ese respecto, cita las apariciones en Heroldsbach, Alemania (1949) como un ejemplo, donde observaciones similares a las de Fátima fueron presenciadas por más de 10 000 personas. Mientras Meessen sugiere posibles explicaciones psicológicas o neurológicas de las apariciones.
Meessen señala: "Es imposible ofrecer ninguna evidencia directa a favor o en contra del origen sobrenatural de las apariciones".

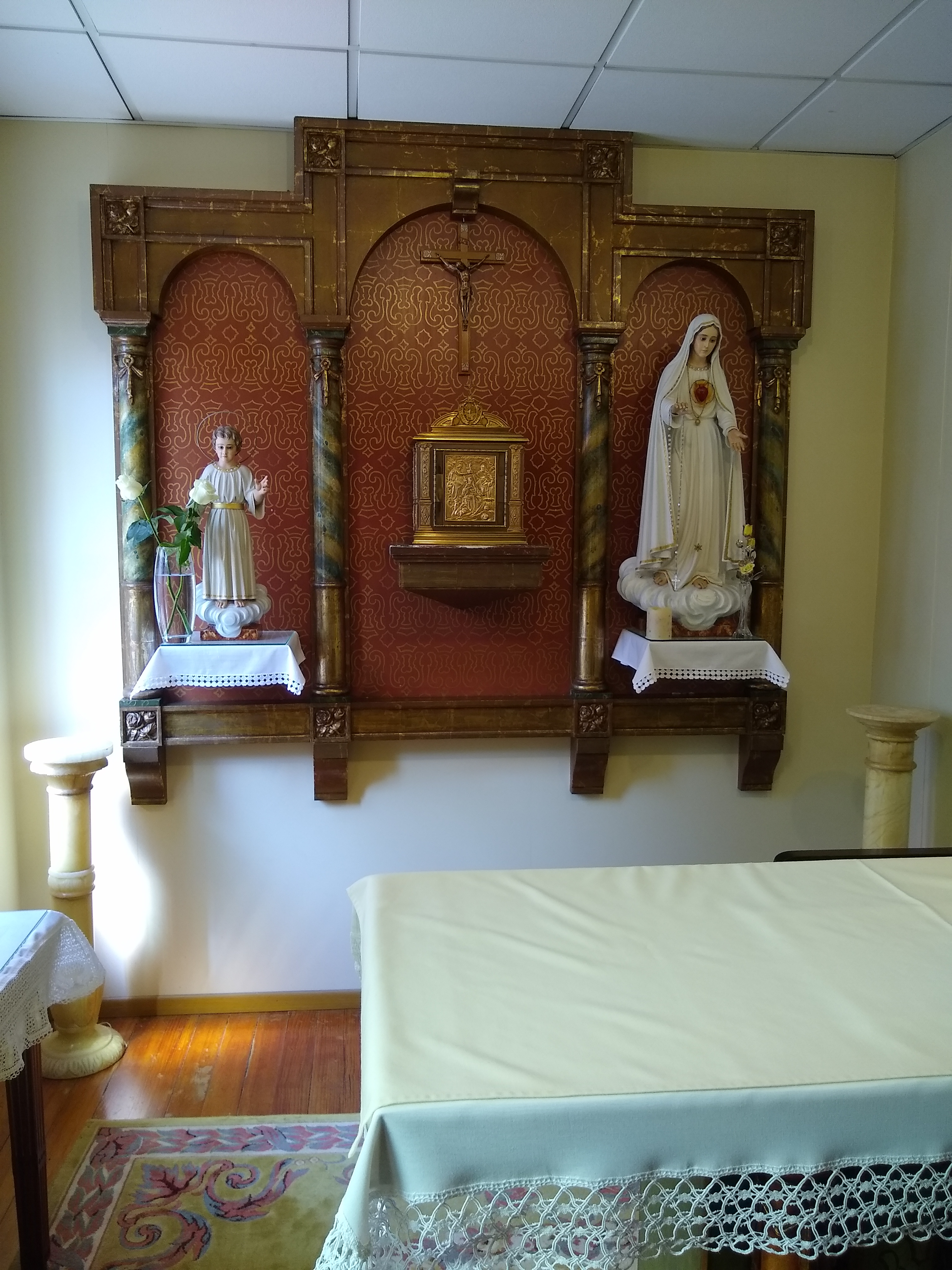
El Inmaculado Corazón de María y el Niño Jesús conforme su aparición a Sor Lucía (celda-capilla en el Santuario de las Apariciones en Pontevedra).

Las hipótesis de efectos ópticos encuentran oposición ya que no hay evidencia de que la gente en Fátima, incluso aquellos que esperaban un milagro, estuvieran mirando el sol antes de que Lucía hablara para que lo vieran. Tampoco se reportaron personas moviendo la cabeza para engañar su visión. Las personas se centraban en la encina que era donde los niños decían que la visión aparecía. Esto guarda coherencia en el contexto del suceso ya que algunos observadores informaron de otros fenómenos en visitas anteriores; describían niebla luminosa y lluvia de pétalos blancos en los alrededores y por encima de ese árbol. Por otra parte estos relatos contradicen también la hipótesis "psicológica", los espectadores no describieron tensión al acecho de algo aterrador, sino una espera para ver algo bello como en veces anteriores. Un factor en contra de la teoría de "presión social" es que personas a varias millas de distancia, sin influencia social o psicológica, ya que no esperaban nada, también vieron al sol danzar.
Por su parte Steuart Campbell, escribiendo en el Journal of Meteorology en 1989, postulaba que las nubes de polvo estratosférico cambiaron la apariencia solar el 13 de octubre, haciendo que fuera fácil de mirar y causando que pareciera de color amarillo, azul y violeta e incluso que pareciera que giraba. De acuerdo con este hipótesis se han descrito efectos similares en China en 1983.
Además del «Milagro del Sol», los videntes de Fátima indicaron que la aparición profetizó una gran señal en el cielo nocturno, que precedería a una segunda gran guerra. El 25 de enero de 1938 las luces brillantes de una aurora boreal aparecieron en todo el hemisferio norte, incluso en lugares tan al sur como el norte de África, las Bermudas y California. Fue el suceso más sorprendente de auroras boreales desde 1709, la gente en París y otras partes creyó que era un gran incendio y llamaron a los bomberos. Lucía, la única vidente con vida para entonces, indicó que este era el signo predicho y así lo informó a su superiora y al obispo por carta al día siguiente. Se le ha intentado vincular con que un mes más tarde, Hitler se apoderó de Austria y ocho meses después invadió Checoslovaquia. Aunque esos acontecimientos no precipitaron la guerra que comenzaría un año y medio después.

## Posición de la Iglesia católica y su interpretación del «secreto de Fátima»

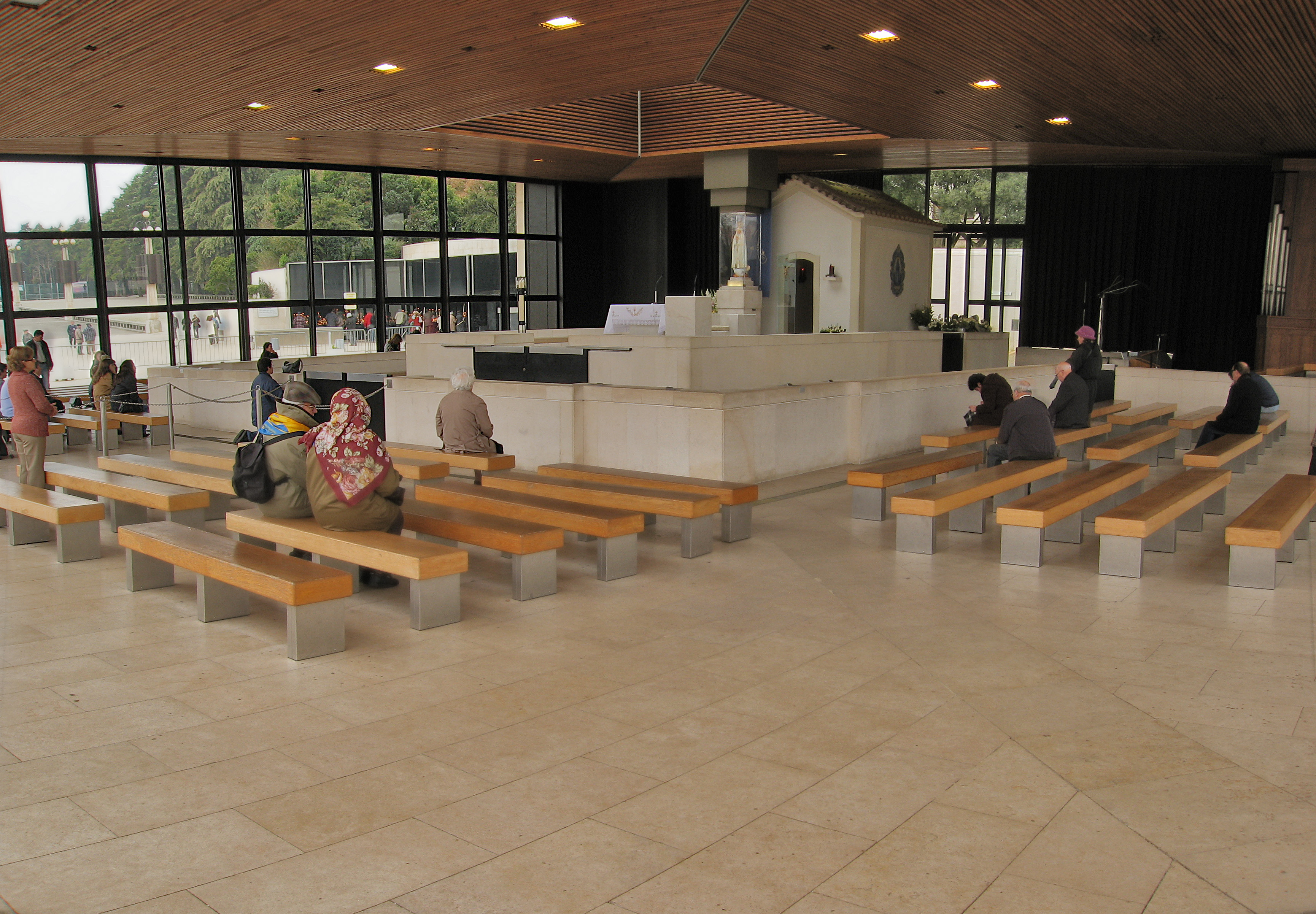
La Capilla de las Apariciones de Cova da Iria.

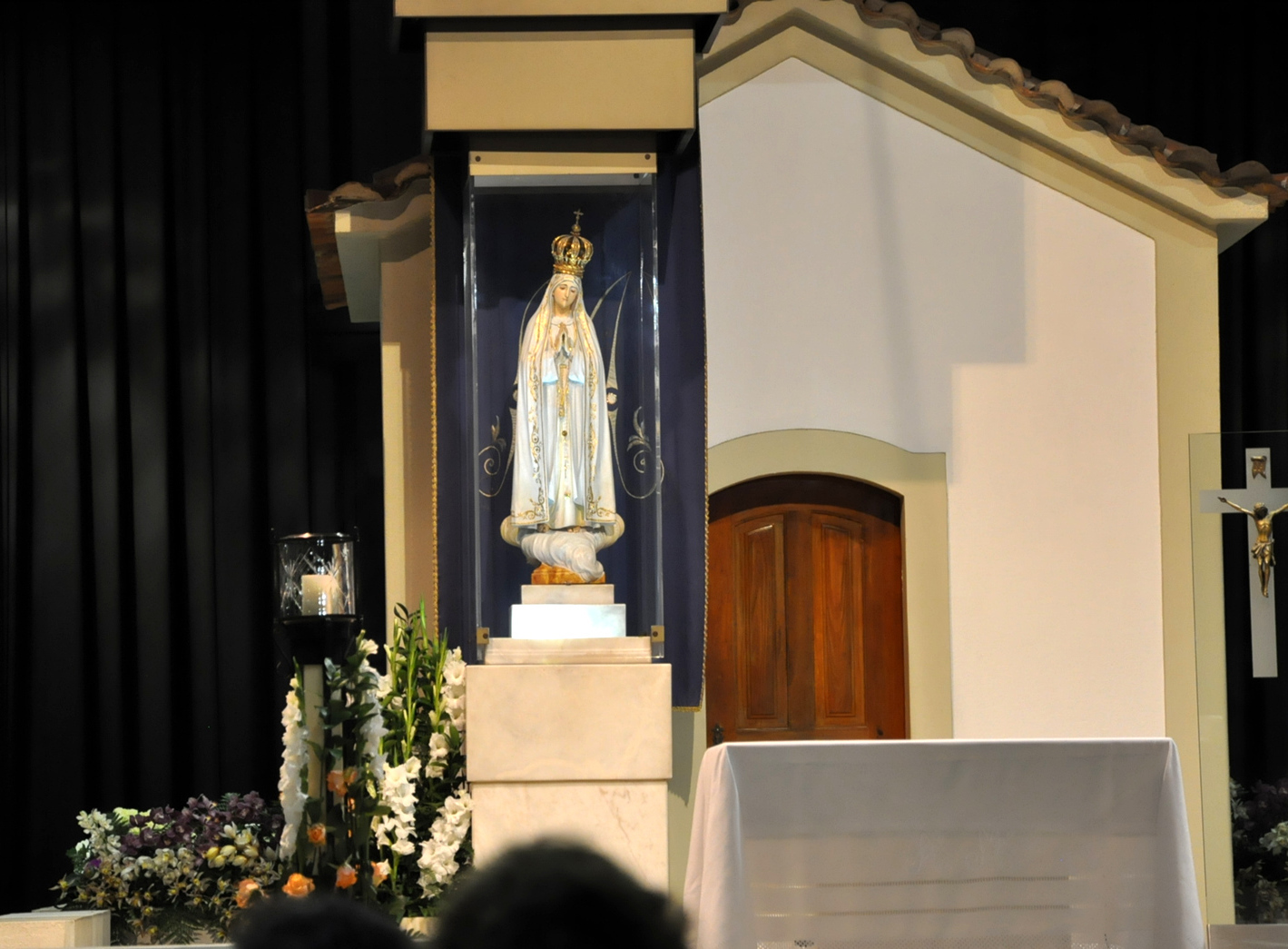
La imagen de la Virgen María en la Capilla de las Apariciones.

La posición oficial de la Iglesia católica sobre todo lo sucedido, en cuanto a doctrina, se expresa en su catecismo:

67 A lo largo de los siglos ha habido revelaciones llamadas "privadas", algunas de las cuales han sido reconocidas por la autoridad de la Iglesia. Estas, sin embargo, no pertenecen al depósito de la fe. Su función no es la de "mejorar" o "completar" la Revelación definitiva de Cristo, sino la de ayudar a vivirla más plenamente en una cierta época de la historia. Guiado por el Magisterio de la Iglesia, el sentir de los fieles (sensus fidelium) sabe discernir y acoger lo que en estas revelaciones constituye una llamada auténtica de Cristo o de sus santos a la Iglesia.
 La fe cristiana no puede aceptar "revelaciones" que pretenden superar o corregir la Revelación de la que Cristo es la plenitud. Es el caso de ciertas religiones no cristianas y también de ciertas sectas recientes que se fundan en semejantes "revelaciones".
Catecismo de la Iglesia Católica, Numeral 67

El «secreto de Fátima» propiamente, la Iglesia católica lo interpretó como una visión profética de la reconversión de Rusia al cristianismo. En efecto, en el mismo año de las «apariciones de Fátima» tuvo lugar la Revolución de Octubre o Revolución bolchevique, segunda fase de la Revolución rusa de 1917, que conduciría al nacimiento de la Unión de Repúblicas Socialistas Soviéticas (URSS) en 1922 con un sistema político de partido único dominado por el Partido Comunista hasta 1990. También se considera que, con la desintegración de la URSS en 1990, la profecía se cumplió. Asimismo se interpreta que el tercer mensaje del «secreto de Fátima» incluyó una profecía sobre el intento de asesinato de Juan Pablo II, que ocurrió el 13 de mayo de 1981, en el 64.° aniversario de la primera aparición de Fátima. Así lo expresó la Santa Sede:

Tras los dramáticos y crueles acontecimientos del siglo XX, uno de los más cruciales en la historia del hombre, culminado con el cruento atentado al «dulce Cristo en la Tierra», se abre así un velo sobre una realidad, que hace historia y la interpreta en profundidad, según una dimensión espiritual a la que la mentalidad actual, frecuentemente impregnada de racionalismo, es refractaria.[...]

Fátima es sin duda la más profética de las apariciones modernas. La primera y la segunda parte del «secreto» [...] se refieren sobre todo a la aterradora visión del infierno, la devoción al Corazón Inmaculado de María, la Segunda Guerra Mundial y la previsión de los daños ingentes que Rusia, en su defección de la fe cristiana y en la adhesión al totalitarismo comunista, provocaría a la humanidad.

## Efemérides

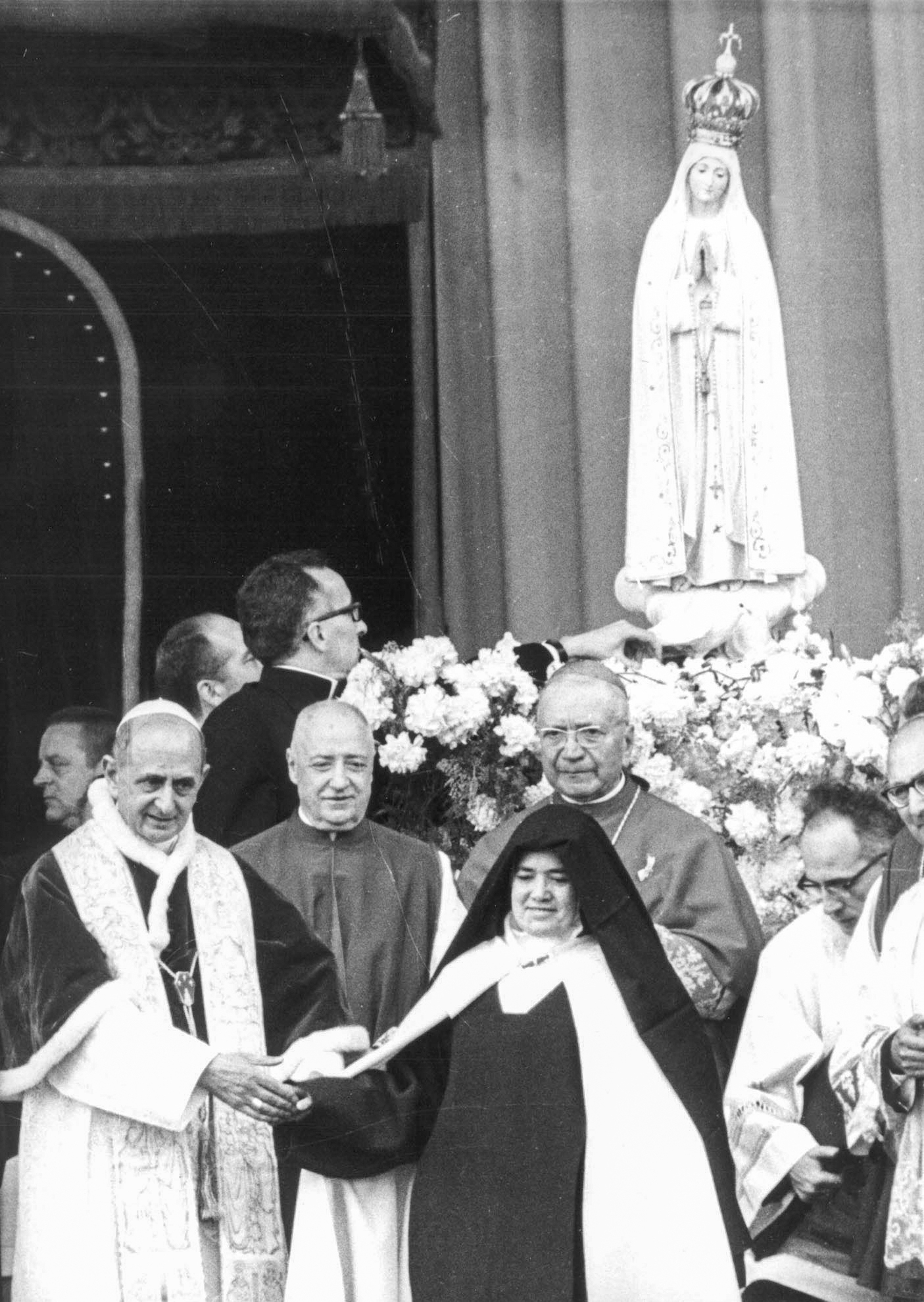
El papa Pablo VI fotografiado junto a sor Lucía en Fátima el 13 de mayo de 1967.

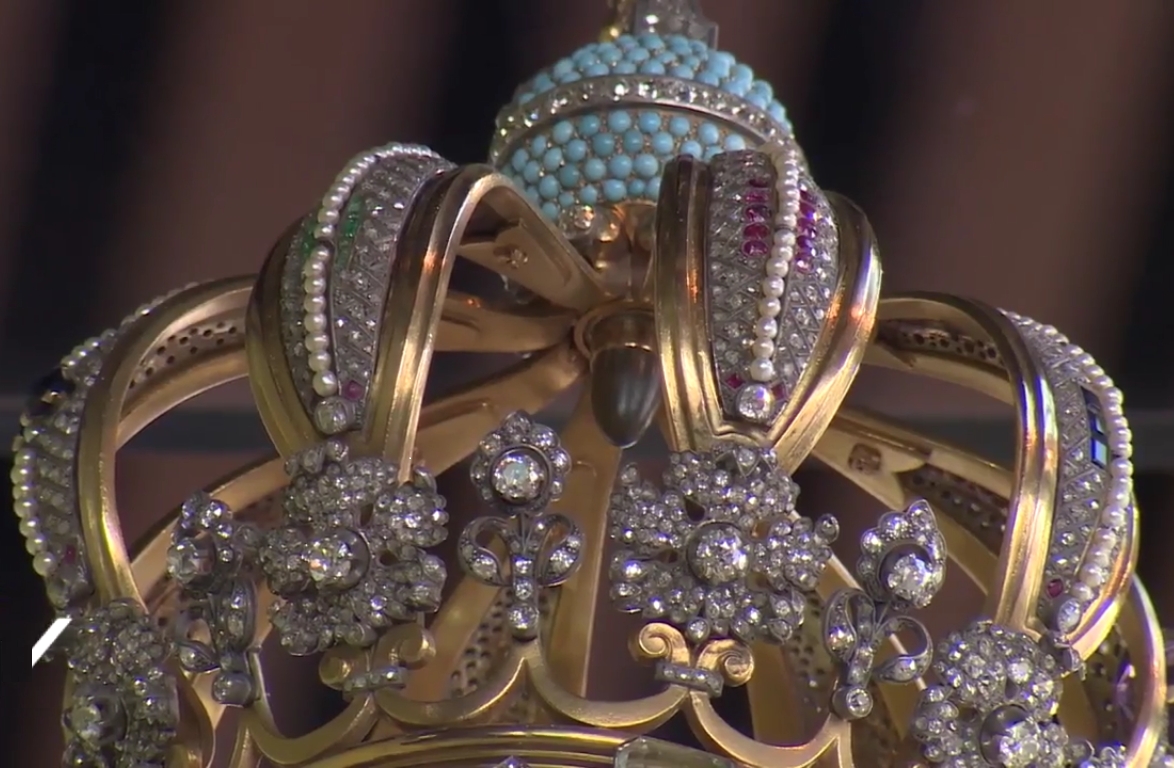
Detalle de la corona de la imagen original de Nuestra Señora de Fátima, con la bala del atentado a Juan Pablo II (centro de la imagen).

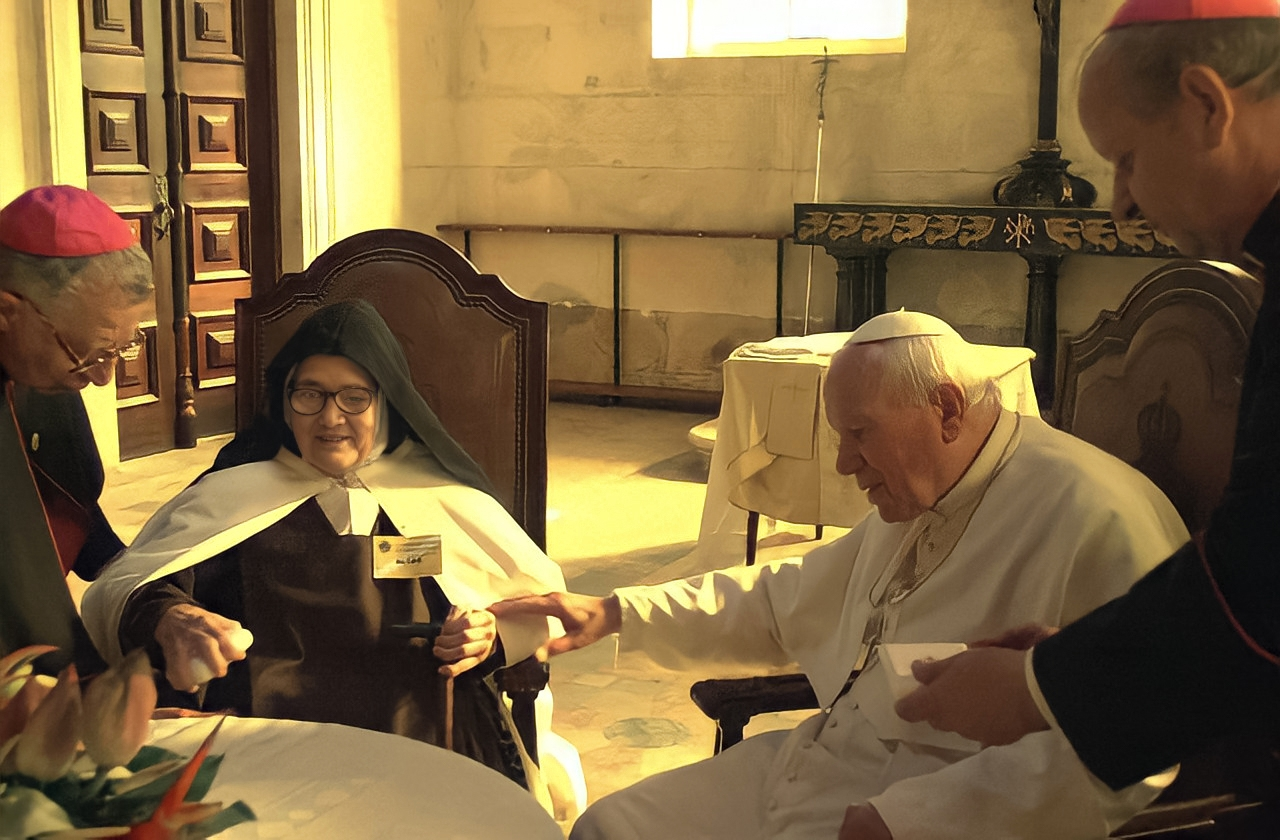
Encuentro de sor Lucía con el papa Juan Pablo II el 13 de mayo de 2000.

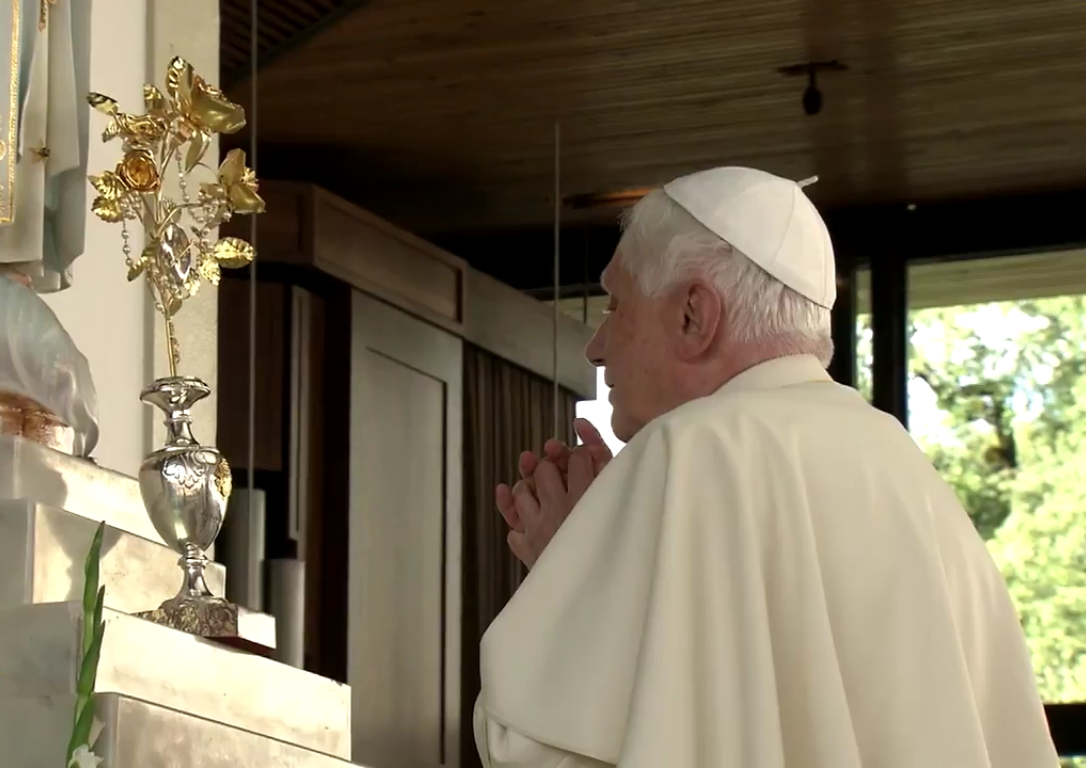
El papa Benedicto XVI en el momento de la entrega la segunda Rosa de Oro a la Virgen de Fátima en mayo de 2010.

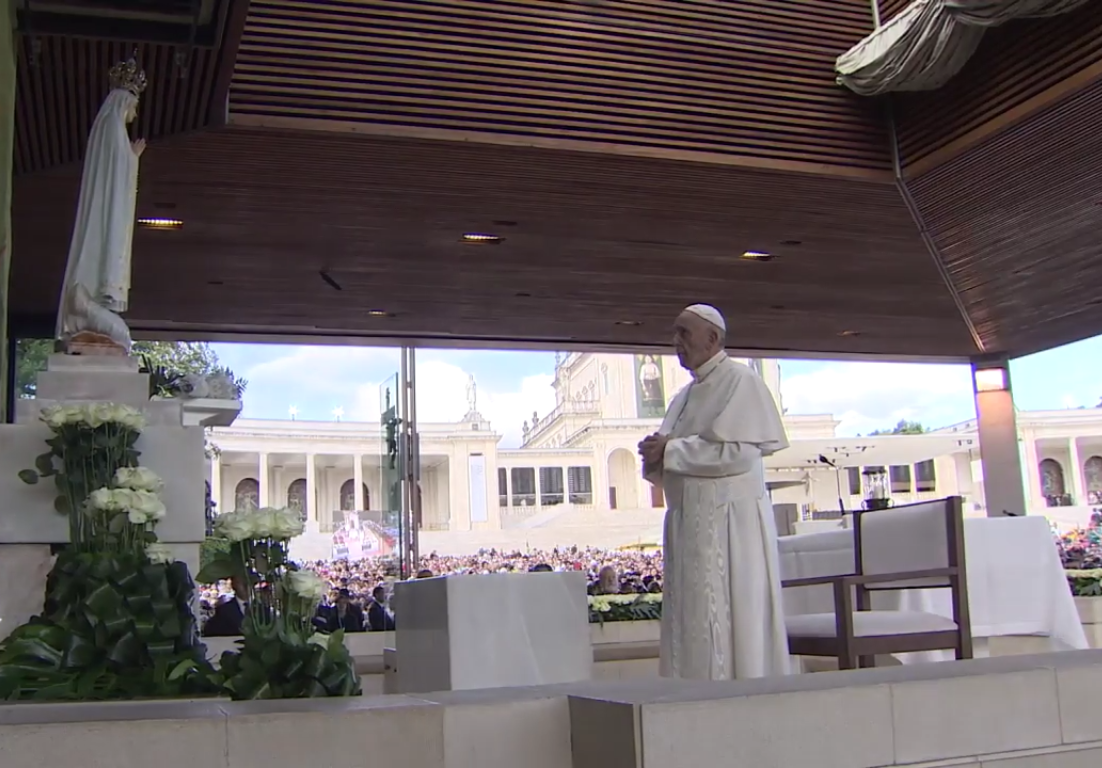
El papa Francisco en oración junto a la Virgen de Fátima en mayo de 2017.

Desde las primeras noticias sobre las apariciones de la Virgen de Fátima, los Papas se mostraron acorde a los acontecimientos.
- Pío XI, entre otras manifestaciones públicas de simpatía, concedió el 1 de octubre de 1930 una indulgencia especial a los peregrinos de Fátima.
- Pío XII consagró a la humanidad al Inmaculado Corazón de María el 31 de octubre de 1942.
- Juan XXIII visitó como peregrino el lugar de las apariciones y, más tarde, legó en testamento su cruz pectorial al Santuario de Fátima.
- Pablo VI fue el primer sumo pontífice que visitó Fátima para conmemorar el cincuentenario de las apariciones, el 13 de mayo de 1967.
- Juan Pablo II visitó personalmente el lugar de las apariciones en tres ocasiones, el 13 de mayo de 1982, el 13 de mayo de 1991 y el 13 de mayo de 2000.
- Benedicto XVI visitó Fátima el 12 y 13 de mayo de 2010, y consagró a todos los sacerdotes del mundo al Inmaculado Corazón de María.
- Francisco consagró su pontificado a la Virgen de Fátima en 2013;[23] y en mayo de 2017 visitó el Santuario para conmemorar el primer centenario de las apariciones.[24]

## La Virgen Peregrina de Fátima
La imagen peregrina de la Virgen de Fátima es una réplica de la imagen original que es la que se utiliza para recorrer algunas de las ciudades episcopales de Europa y del mundo. La imagen fue ofrecida por el obispo de Leiría y coronada solemnemente por el arzobispo de Évora, el 13 de mayo de 1947.
En 1945, poco después del final de la Segunda Guerra Mundial, un párroco de Berlín propuso que una imagen de Nuestra Señora de Fátima recorriese todas las capitales y las ciudades episcopales de Europa hasta la frontera con la Unión Soviética. Después de más de medio siglo de peregrinación, en el que la imagen visitó 64 países de los distintos continentes, la rectoría del santuario entendió que no debería volver a salir habitualmente, solamente por alguna circunstancia extraordinaria.
En mayo del año 2000 fue colocada en la exposición "Fátima Luz e Paz", donde fue venerada por decenas de millares de visitantes. Tres años después, concretamente el 8 de diciembre de 2003, solemnidad de la Inmaculada Concepción, la imagen fue entronizada en la Basílica del mismo Santuario de Fátima, siendo colocada en una columna junto al altar mayor.
Entre el 21 y 29 de enero de 2019, con ocasión de la Jornada Mundial de la Juventud 2019, la imagen peregrina de Fátima peregrinó a Panamá, siendo la primera vez en que visitó el continente americano.

### Peregrinaciones de la Virgen
La imagen original de la Virgen de Fátima, que se conserva en la Capilla de las Apariciones, ha salido en peregrinación por diversas ciudades portuguesas y del resto de Europa en momentos puntuales:
- Entre el 7 y el 13 de abril de 1942: Tuvo lugar la primera salida de la imagen de Nuestra Señora, dicho traslado se realizó para la clausura de un congreso promovido por el Consejo Nacional de la Juventud Católica Femenina, en Lisboa.
- Entre el 22 de noviembre y el 24 de diciembre de 1946: La imagen salió nuevamente de su santuario con motivo del tricentenario de la proclamación de Nuestra Señora de la Concepción como patrona de Portugal. La imagen realizó un periplo por Estremadura y Ribatejo.
- Entre octubre de 1947 y enero de 1948: En esta ocasión, la imagen peregrinó por Alentejo y Algarve, pasando la frontera luso-española en dos ocasiones, en Elvas y Badajoz, y en Vila Real de Santo António.
- Entre el 22 de mayo y el 2 de junio de 1948: Con ocasión del Congreso Mariano Diocesano de Madrid, la imagen salió, en su cuarto viaje, a Madrid, pasando por otras localidades.
- Entre el 9 de junio y el 13 de agosto de 1951: Visita a todas las parroquias de la Diócesis de Leiría-Fátima.
- El 17 de mayo de 1959: Con ocasión de la inauguración del Monumento a Cristo Rei, la imagen visitó nuevamente Lisboa y Almada.
- Entre el 24 y 25 de marzo de 1984: A petición del papa Juan Pablo II, la imagen fue llevada a Roma. El día 25, el papa consagró el mundo al Inmaculado Corazón de María.
- El 8 de octubre de 2000: La Virgen regresó a la Ciudad del Vaticano. En presencia de 1500 obispos de todo el mundo y de miles de fieles y peregrinos, Juan Pablo II consagró el nuevo milenio a la Virgen María.
- El 12 de noviembre de 2005: La imagen de la Virgen de Fátima volvió a visitar a Lisboa, ocasión en que la capital portuguesa se consagró a Nuestra Señora de Fátima.
- Entre el 16 y 17 de mayo de 2009: Con ocasión de la conmemoración del cincuentenario del Santuario de Cristo Rei en Almada, transcurrió la décima salida de la imagen, momento en el que visitó Lisboa y Almada.
- Entre el 21 y 23 de mayo de 2010: A petición del obispo de Leiría-Fátima, la imagen fue llevada a la ciudad de Leiría con motivo de la "Fiesta de la Fe".
- Entre el 12 y 13 de octubre de 2013: Con motivo de la Jornada Mariana promulgada por el papa Francisco, la imagen fue trasladada a la Ciudad del Vaticano y se consagró el mundo al Inmaculado Corazón de María.[28]
- El 6 de agosto de 2023: Con motivo de la Jornada Mundial de la Juventud visitó de nuevo Lisboa.
- Entre el 11 y 12 de octubre de 2025: La imagen peregrinará al Vaticano al conmemorarse el Jubileo de la Espiritualidad Mariana, en el marco del Jubileo de 2025.[29]

## Santuario

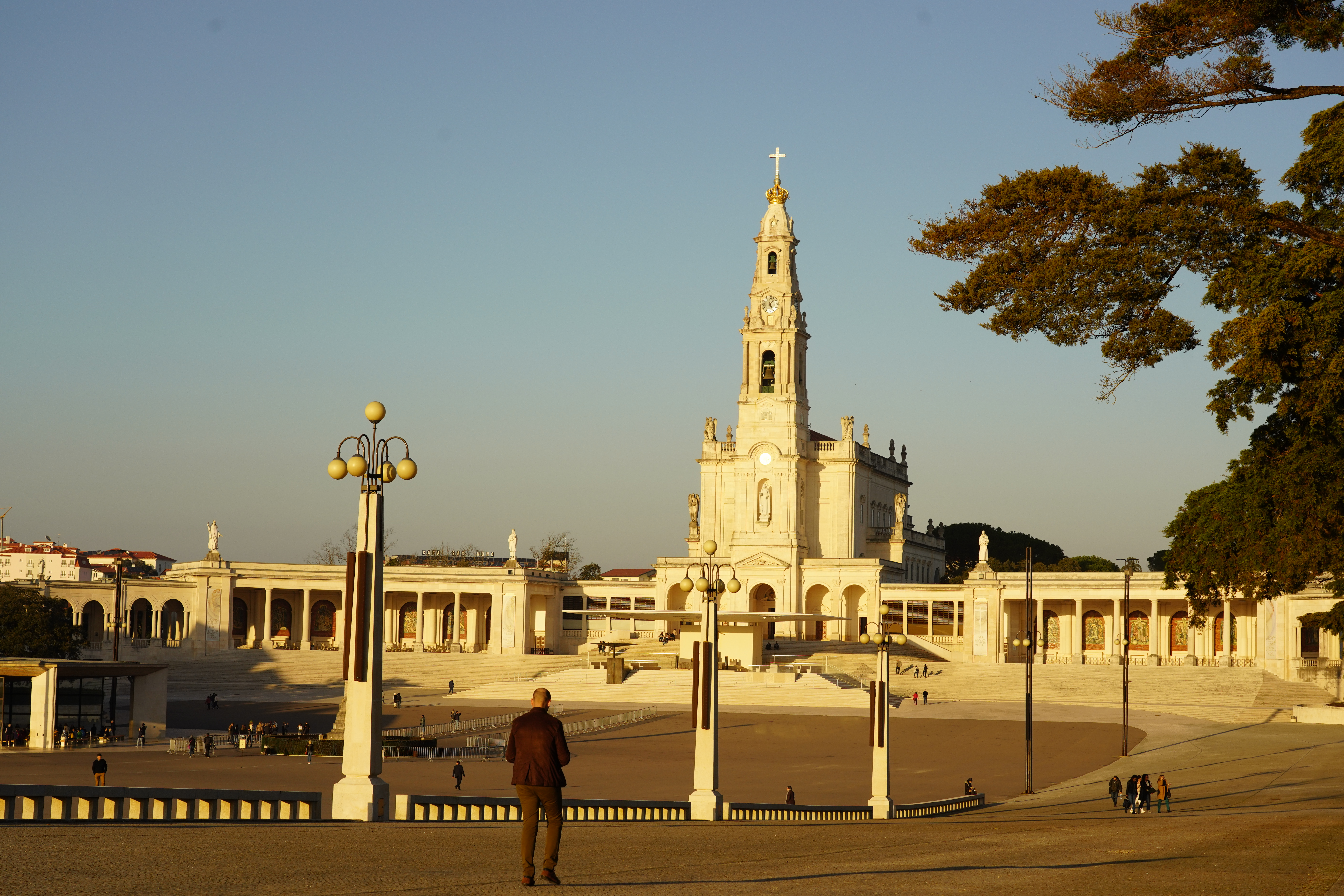
El Santuario de Fátima, Portugal.

El actual santuario, cuyo nombre completo es Santuario de Nuestra Señora del Rosario de Fátima, está construido en Cova da Iria (Cueva de Iría), lugar donde la Virgen se apareció a tres niños pastores (Lucía, Francisco y Jacinta). El santuario está localizado en Fátima, perteneciente al municipio de Ourém, en Portugal, el cual incluye la Basílica de Nuestra Señora del Rosario, que comenzó a construirse en 1928. Se consagró el 7 de octubre de 1953, y al año siguiente la Santa Sede le concedió el título de basílica menor durante el pontificado de Pío XII.

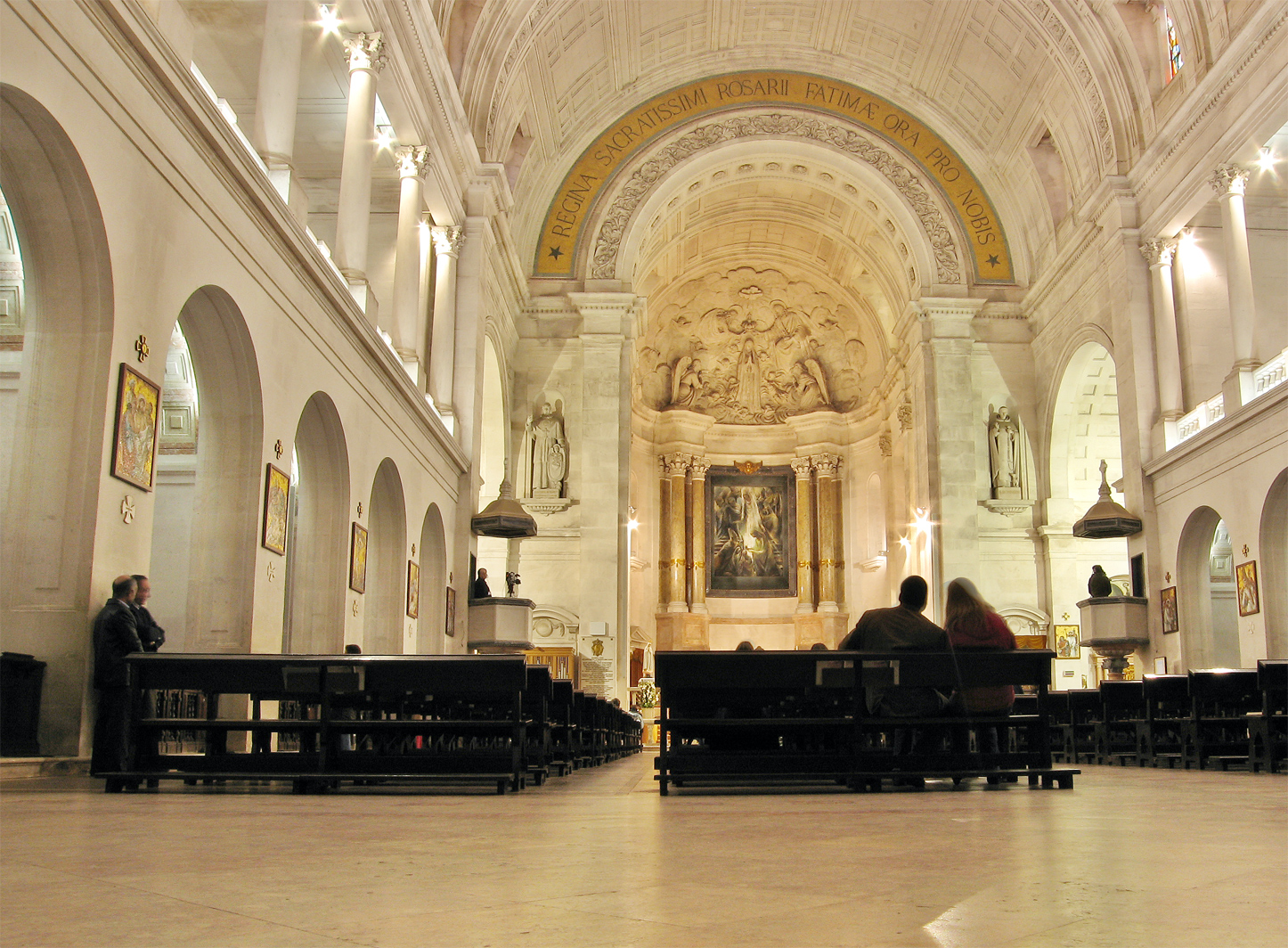
Interior de la basílica del Santuario de Nuestra Señora de Fátima.

Se considera que el santuario de Fátima es uno de los centros de peregrinación popular más importantes del mundo. En el año 2011 el santuario recibió 7,3 millones de peregrinos. Los peregrinos españoles, italianos y polacos son los más numerosos entre los extranjeros. En sus inmediaciones se han establecido más de 50 casas de religiosas femeninas y unas 15 congregaciones masculinas que incluyen un seminario.

## Homenajes a Fátima
En algunas ciudades de Portugal, Argentina, Chile, Venezuela, España, Nicaragua, Colombia, México, entre otros países, se han construido escuelas a su homenaje como Nuestra Señora de Fátima, nombres como Fátima, parroquias Nuestra Señora de Fátima y capillas. El 13 de mayo de 2012 una multitud cubrió la ciudad de Fátima por la procesión de los portugueses venerando a la Virgen.

## Mensaje de Fátima en cine y televisión
La historia de Nuestra Señora de Fátima ha sido llevada varias veces al cine y la televisión. La lista con los siguientes títulos corresponden a películas, documentales y miniseries que están apegados a los hechos acaecidos en Cova da Iria:

### Cine
- 1943 - Fátima, terra de fé (Portugal)[30]
- 1946 - Coração de Nossa Senhora de Fátima (Portugal) [Documental][31]
- 1951 - La Señora de Fátima (España)[32]
- 1952 - The Miracle of Our Lady of Fatima /El Milagro de Nuestra Señora de Fátima (Estados Unidos)[33][34]
- 1991 - Aparição. Apparition of Fatima / Las apariciones de la Virgen de Fátima (Portugal, Francia)[35][36]
- 2009 - The 13th Day / El día 13 (Reino Unido)[37]
- 2017 - Fátima, el último misterio (España). Documental con elementos de ficción.
- 2020 - Fátima

### Televisión
- 1984 - Fatima (Estados Unidos) Documental para televisión con la participación de Ricardo Montalbán[38]
- 1997 - Fatima (Portugal) [Película para televisión][39]
- 2009 - The Nostradamus Effect / El efecto Nostradamus (Estados Unidos) [Documental de televisión]. Episodio: "Fatima's Lost Prophecy" / "La profecía perdida de Fátima" (3 de noviembre de 2009).[40][41]